# جودی دیویس
جودی دیویس (به انگلیسی: Judy Davis) (زاده ۲۳ آوریل ۱۹۵۵) بازیگر استرالیایی است.

## فیلم‌شناسی
از فیلم‌های او می‌توان به ستاره مشهور٬ گذرگاهی به هند، خیاط، عصر جدید، جدایی، بداهه، حرفه درخشان من، فریب، بعدازظهر گائودی و جایی که فرشتگان اشاره کرد.

## افتخارات
- نامزد اسکار بهترین بازیگر نقش اول زن برای فیلم زن و شوهرها در سال ۱۹۹۲
- نامزد اسکار بهترین بازیگر نقش مکمل زن برای فیلم گذرگاهی به هند در سال ۱۹۸۵